# Estació de Llançà
Llançà és una estació de ferrocarril propietat d'adif situada a l'est de la població de Llançà, a la comarca catalana de l'Alt Empordà. L'estació es troba a la línia Barcelona-Girona-Portbou i hi tenen parada trens de la línia regional R11 i de la línia de rodalia RG1 de Rodalies de Catalunya, operats per Renfe Operadora.
Quan s'estudiava el traçat per connectar Girona via entre Figueres amb França, la companyia Companyia dels Ferrocarrils de Tarragona a Barcelona i França (TBF) hauria preferit un trajecte més curt i més economic, amb El Pertús com a estació fronterer, sense passar per Llançà ni Portbou. Les negociacions amb l'estat francès van ser àrdues. Els enginyers militars, que tenien la darrera paraula, van insistir que la línia passés per LLançà i Portbou, el que va perllongar el tram al territori català de disset quilòmetres. L'acord amb l'estat francès es signar el 14 de gener del 1864. Encara va durar quatorze anys, fins que finalment el 20 de gener de l'any 1878 un tren especial de la línia de Girona, anomenat «El Primer», entrava a Llançà. Als anys 1920-1930 i després de la guerra civil, l'estació va tenir un paper important en el desenvolupament del turisme balneari, estimada sobretot pels figuerencs.
El 22 d'abril del 1926, es va produir una gran col·lisió entre un exprès París-Barcelona i un tren de mercaderies a l'estació, amb quatre morts i cins ferits greus.
L'any 2016 va registrar l'entrada de 64.000 passatgers.

## Serveis ferroviaris
| Procedència/Destinació                     | <                  | Línia | >              | Procedència/Destinació          |
| ------------------------------------------ | ------------------ | ----- | -------------- | ------------------------------- |
| Rodalia de Girona                          |                    |       |                |                                 |
| L'Hospitalet de Llobregat                  | Vilajuïga          |       | Colera         | Portbou                         |
| Serveis regionals de Rodalies de Catalunya |                    |       |                |                                 |
| Barcelona-Sants                            | Vilajuïga Figueres |       | Colera Portbou | Portbou / Cervera de la Marenda |

## Galeria d'imatges

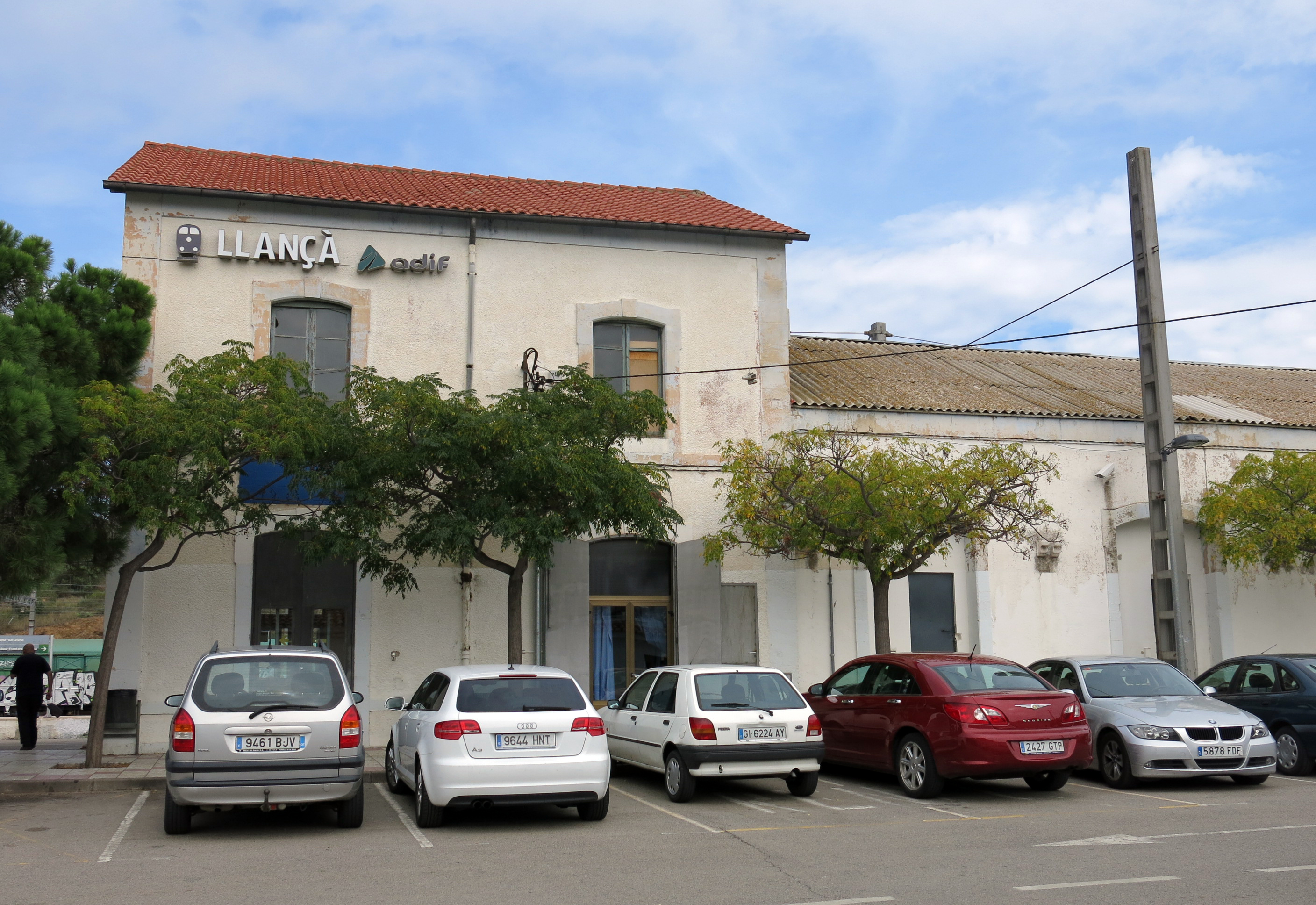
Edifici i accés a l'estació
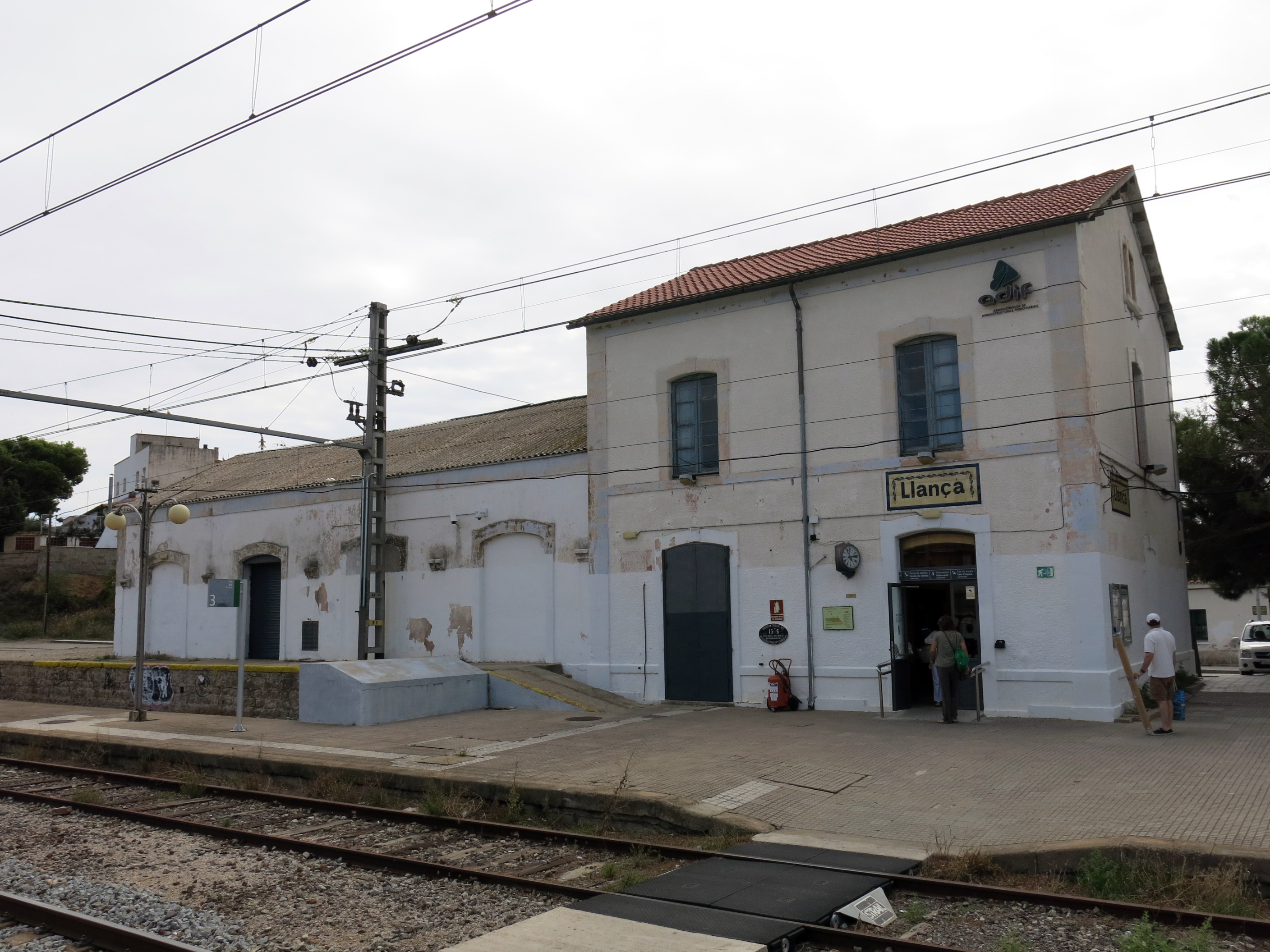
Andana més propera a l'edifici i pas habilitat
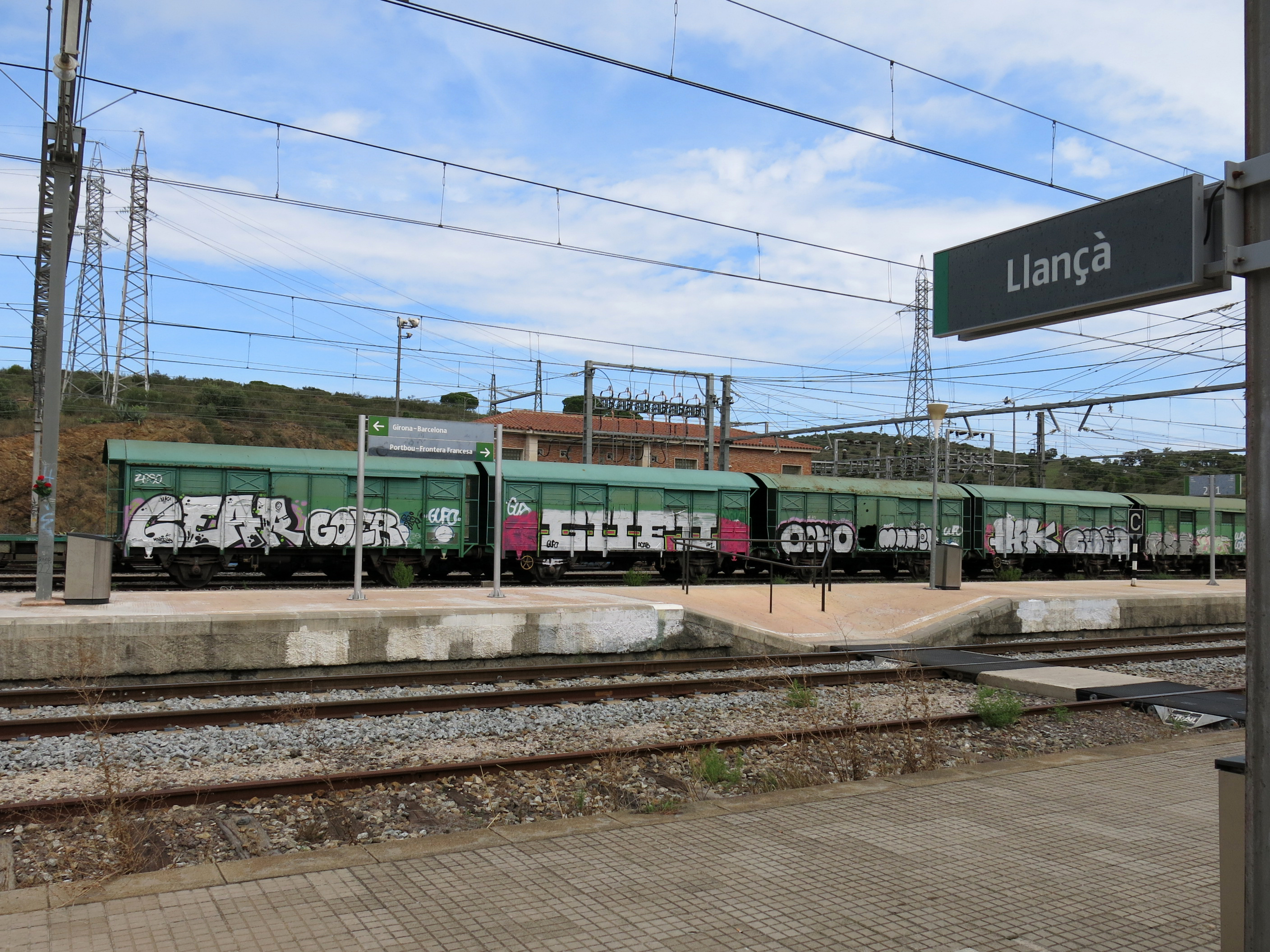
Rètol amb el nom de l'estació i andanes
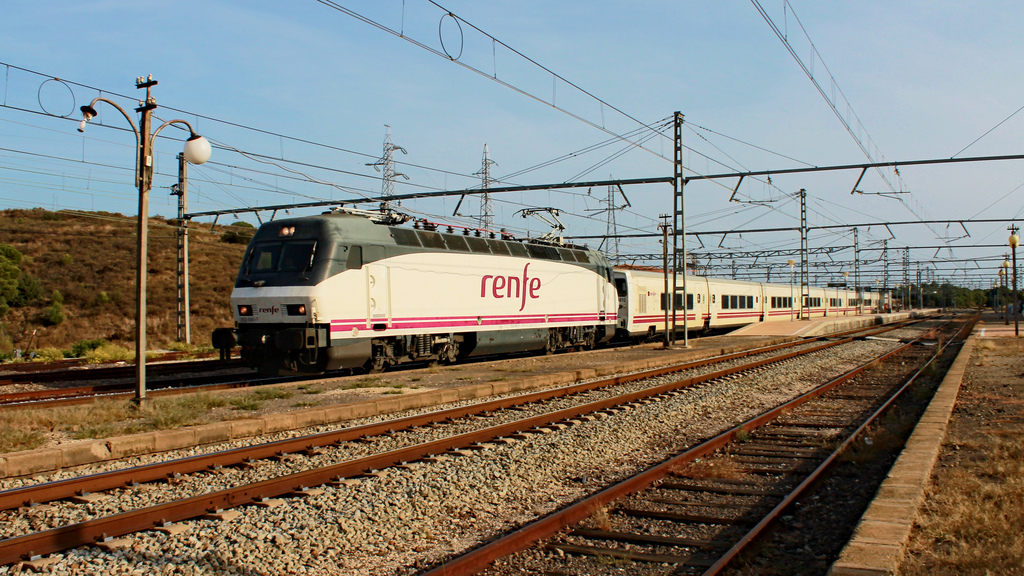
Tren Talgo de llarga distància poc abans que aquest serveis fossin desviats per la nova línia del Túnel del Pertús.